# Margaret Elizabeth Buchanan
Margaret Elizabeth Buchanan (Clerkenwell, 26 luglio 1865 – 1º gennaio 1940) è stata una farmacista britannica, una delle prime donne a lavorare nel campo della farmacia.

## Biografia

### Formazione
Nacque dal medico Albert Buchanan e da Elizabeth Anne Blake. Studiò alla North London Collegiate School e conseguì il diploma di farmacista nel 1887, dopo aver svolto l'apprendistato dapprima con suo padre e successivamente con Isabella Clarke-Keer e suo marito Thomas Keer. Nel 1886 si iscrisse alla School of Pharmacy della Pharmaceutical Society di Bloomsbury Square, dove si diplomò come chimica e droghiere guadagnandosi una medaglia d'argento per essersi classificata al secondo posto nella competizione Pereira, risultato che nessuna donna era riuscita a conseguire fino ad allora.

### Carriera
Iniziò a lavorare come dispensatrice ospedaliera presso il Westminster General Infirmary e fu il primo membro della Pharmaceutical Society ad occupare tale incarico. Nel 1814 rilevò la farmacia di Henry Deane al 16 The Pavement di Clapham Common, divenendone una delle quattro direttrici assieme ad Agnes Borrowman, Sophia Heywood e Margaret MacDiarmid. Nel 1923, delle 15 giovani donne provenienti dall'attività che studiavano presso la School of Pharmacy della Pharmaceutical Society, 14 avevano ottenuto premi e borse di studio. Nel 1924 trasferì l'attività a Borrowman.
Nel 1913 fondò una scuola di farmacia per donne presso il Gordon Hall a Gordon Square. Lavorò anche come docente di farmacia presso la London School of Medicine for Women e fu membro del Teachers' Guild.
Fu una delle fondatrici della National Association of Women Pharmacists, di cui ricoprì il ruolo di vicepresidente sin dalla sua istituzione nel 1905 e quello di presidente nel 1909. Nel 1918 fu la prima donna ad essere eletta nel Consiglio della Pharmaceutical Society of Great Britain.
Nel 2019 è stata inserita nell'Oxford Dictionary of National Biography.